# La Région centrale
Pour plus de détails, voir Fiche technique et Distribution.
La Région centrale est un film expérimental canadien réalisé par Michael Snow en 1971.

## Résumé
Le film est une suite de mouvements de caméra en plan-séquences, ne montrant de présence humaine, dans la région de la Côte-Nord du Québec, à peu près à 170 km au nord est de Sept-Îles. Le son est une bande son composée à partir de celle qui sert de programme à la caméra : elle est donc aussi « synthétique » que les images sont empreintes de nature.

## Fiche technique
- Titre : La Région centrale
- Réalisation : Michael Snow
- Image : Pierre Abbeloss
- Durée : 180 minutes
- Pays de production : Canada
- Budget : 28 000 dollars[1]

## Production
La Région centrale s'inscrit dans une série de films que Michael Snow réalise sur le mouvement de caméra. Après son film Wavelength, où il travaillait sur le zoom, Michael Snow estime que personne ne s'est encore intéressé au « mouvement de caméra en tant qu'entité expressive isolée. » Il commence par réaliser un premier court métrage, Standard Time, où il travaille sur les effets de la répétition d'un ensemble de mouvements de caméra. Il réalise ensuite un film sur les mouvements panoramiques intitulé <->, film qui lui ouvre « d'incroyables horizons. » Il a alors l'idée de La Région centrale.
Le budget de La Région centrale, 28 000 dollars, a été fourni par le fonds de soutien du cinéma canadien ; il s'agit d'un budget plus important que celui des précédents films de Michael Snow. Il fait fabriquer par un technicien de Montréal une caméra qui est capable d'effectuer des mouvements dans toutes les directions : horizontalement, verticalement, latéralement et en spirale. Le film est constitué de mouvements de cette caméra.
Snow et son équipe se sont fait poser en hélicoptère au milieu de cette région désolée le 12 septembre 1970 et ont passé cinq jours à tourner ces différents plans.

## Accueil
Le film est présenté en 1972 à la Mostra du nouveau cinéma de Pesaro. Le critique du journal Le Monde Louis Marcorelles s'enthousiasme sur ce film qui tranche selon lui sur les autres films de ce festival, très politiques, où l'idée de la « Révolution » prend souvent le pas sur les capacités cinématographiques. Selon lui « remet en question nos perceptions, nos habitudes mentales, par bien des côtés rend caduc le cinéma existant, dont les derniers Fellini, Kubrick, Buñuel, etc. »